# Tây Lương Tuyên Đế
Tây Lương Tuyên Đế (chữ Hán: 西梁宣帝, 519–562), tên húy là Tiêu Sát (giản thể: 萧詧; phồn thể: 蕭詧; bính âm: Xiāo Chá), tên tự Lý Tôn (理孫), là hoàng đế khai quốc của chính quyền Tây Lương thời Nam-Bắc triều trong lịch sử Trung Quốc. Ông đoạt lấy hoàng vị của triều Lương dưới sự ủng hộ của Tây Ngụy vào năm 554, song nhiều sử gia truyền thống không xem ông là một hoàng đế triều Lương do ông chỉ kiểm soát được một lãnh địa nhỏ và phụ thuộc nhiều vào sự hỗ trợ quân sự của Tây Ngụy và Triều đại kế thừa của nó là Bắc Chu.

## Cuộc sống ban đầu
Tiêu Sát sinh năm 519, là tam tử của Tiêu Thống- khi đó đang là thái tử của Lương Vũ Đế. Mẹ của ông là Cung bảo lâm. Tiêu Sát được đánh giá là hiếu học, đặc biệt tập trung vào kinh Phật, do Lương Vũ Đế là một phật tử mộ đạo, ông ta rất hài lòng khi tử tôn học kinh Phật với thái độ như vậy. Lương Vũ Đế dần phong tước công cho các nhi tử của Tiêu Thống từ năm 520 đến năm 527, và vào năm Phổ Thông thứ 6 (525), Tiêu Sát được phong làm Khúc Giang huyện công.
Năm 531, Tiêu Thống qua đời, song thay vì lập trưởng tử của Tiêu Thống là Hoa Dung công Tiêu Hoan (蕭歡) làm hoàng thái tôn kế vị theo nguyên tắc của Nho giáo, Lương Vũ Đế lại lập thứ tử của mình là Tiêu Cương làm thái tử. Để bù đắp cho ba nhi tử của Tiêu Thống, Lương Vũ Đế phong họ làm thân vương của các quận lớn, trong đó Tiêu Hoan làm Dự Chương quận vương. Do quận thủ phủ của Đông Dương châu (東揚州, nay là trung bộ và đông bộ Chiết Giang) là Cối Kê quận (會稽, nay gần tương ứng với Thiệu Hưng, Chiết Giang), là quận giàu có nhất tại Lương, Lương Vũ Đế luân chuyển họ làm thứ sử của Đông Dương châu, và Tiêu Sát đã được luân chuyển đến đó vào một thời điểm trước năm 546. Tuy nhiên, bất chấp việc được hưởng các đối đãi đặc biệt này, Tiêu Sát vẫn tức giận rằng Lương Vũ Đế đã bỏ qua ông cùng các anh trai. Vào cuối thời gian trị vì của Lương Vũ Đế (từ 502), triều đình Lương đã trở nên kém hiệu quả và rơi vào tranh chấp bè phái giữa các hoàng tử của Lương Vũ Đế. Nhận thấy điều này, khi thụ chức thứ sử của Ung châu (雍州, nay là tây bắc bộ Hồ Bắc) vào năm 546, Tiêu Sát cho rằng đây là một cơ hội tốt để ông có thể thiết lập căn cứ quyền lực cho bản thân, và do đó cai quản chu đáo để vun đắp lòng trung thành của dân chúng.

## Chống Tiêu Dịch (Nguyên Đế)
Năm 548, tướng Hầu Cảnh nổi dậy và tấn công Kiến Khang, sang năm 549 thì chiếm được kinh thành và biến Lương Vũ Đế và Thái tử Tiêu Cương thành con tin. Trong khi đó, cũng vào năm 548, Lương Vũ Đế đã phong cho anh trai Tiêu Sát là Hà Đông vương Tiêu Dự (蕭譽) làm thứ sử của Tương châu (湘州, nay là trung bộ Hồ Nam), và điều chuyển Tương châu thứ sử Trương Toản (張纘) đến Ung châu. Trương Toản là một bằng hữu thân cận của Tương Đông vương Tiêu Dịch (hoàng tử của Lương Vũ Đế)- khi đó đang là thứ sử của Kinh châu (荊州, nay là tây bộ và trung bộ Hồ Bắc), và không xem trọng Tiêu Dự. Do đó, Tiêu Dự đã giữ Trương Toản lại và không cho phép Trương Toản rời đi. Thậm chí, khi Tiêu Dịch kêu gọi Tiêu Dự (với tư cách đô đốc Tương, Ung chư quân sự) cử quân đến giúp giải vây cho Kiến Khang, Tiêu Dự đã từ chối, còn Tiêu Sát thì phái một đội quân song từ chối đích thân chỉ huy. Khi Trương Toản chạy trốn thành công trong cùng năm, ông ta đã vu cáo Tiêu Dự, Tiêu Sát, cùng Quế Dương vương Tiêu Tháo (蕭慥)- thứ sử của Tín châu (信州, nay là đông bộ Trùng Khánh) có âm mưu chống lại Tiêu Dịch. Do đó, Tiêu Dịch đã sát hại Tiêu Tháo và chuẩn bị quân để đánh Tiêu Dự.
Thoạt đầu, Tiêu Dự đã có thể đẩy lùi cuộc tấn công của Tiêu Dịch và khiến cho thế tử của Tiêu Dịch là Tiêu Phương Đẳng (蕭方等) tử trận vào hè năm 549. Tuy nhiên. đến mùa đông năm 549, Tiêu Dự đã chiến bại dưới tay bộ tướng Bào Tuyền (鮑泉) của Tiêu Dịch. Bào Tuyền tiến hành bao vây căn cứ của Tiêu Dự tại Trường Sa (長沙, nay thuộc Trường Sa, Hồ Nam). Sau khi được Tiêu Dự cầu viện, Tiêu Sát đã dẫn quân tiến đánh căn cứ của Tiêu Dịch tại Giang Lăng. Tiêu Sát tiến hành bao vây Giang Lăng, song gặp phải các trận mưa lớn và bị bộ tướng Vương Tăn Biện (王僧辯) của Tiêu Dịch đẩy lui. Đến khi bộ tướng Đỗ Trắc (杜崱) hàng Tiêu Dịch, và anh trai Đỗ Trắc là Đỗ Ngạn (杜岸) tấn công bất ngờ vào căn cứ ở Tương Dương (襄陽, nay thuộc Tương Phàn, Hồ Bắc), Tiêu Sát đã buộc phải triệt thoái về Tương Dương.
Tiêu Sát không thể giúp được người anh trai thứ hai và lo sợ sẽ trở thành mục tiêu tiếp theo của Tiêu Dịch, và quả thực Tiêu Dịch sau đó đã phái tướng Liễu Trọng Lễ (柳仲禮) đi đánh Tiêu Sát. Do đó, Tiêu Sát đã đầu hàng Tây Ngụy, mong trở thành một chư hầu và thỉnh cầu cứu viện, đưa Vương vương phi và thế tử của mình là Tiêu Liêu (蕭嶚) đến Tây Ngụy làm con tin. Thượng trụ Vũ Văn Thái của Tây Ngụy đã chấp thuận sự khuất phục của Tiêu Sát và phái tướng Dương Trung đem quân đến giúp Tiêu Sát, đánh bại và bắt được Liễu Trọng Lễ vào mùa xuân năm 550. Sau đó, Dương Trung đã đạt được một hiệp định với Tiêu Dịch, đưa Tiêu Sát vào trong sự bảo hộ của Tây Ngụy.
Vào mùa hè năm 550, Tây Ngụy đã đề nghị tuyên bố Tiêu Sát là hoàng đế triều Lương, thừa kế hoàng vị của Lương Vũ Đế. Mặc dù từ chối xưng đế, Tiêu Sát đã chấp thuận xưng làm Lương vương và đảm nhiệm quyền lực giống như một hoàng đế. Cũng trong năm đó, ông đã đến kinh thành Trường An của Tây Ngụy để thỉnh an Tây Ngụy Văn Đế và Vũ Văn Thái. Vào mùa xuân năm 551, khi thúc phụ Thiệu Lăng vương Tiêu Quan (蕭綸) bị Dương Trung bắt và giết chết, Tiêu Sát đã nhận lấy thi thể của thúc phụ và an táng theo nghi lễ. Vào mùa hè năm 551, khi hay tin Hầu Cảnh tấn công vào lãnh địa của Tiêu Dịch, Tiêu Sát đã phái bộ tướng Thái Đại Bảo (蔡大寶) đem quân hướng về Giang Lăng, tuyên bố sẵn sàng giúp đỡ, song sau khi Tiêu Dịch gửi một bức thư khiển trách, Tiêu Sát đã lệnh cho Thái Đại Bảo triệt thoái.
Năm 552, sau khi đánh bại Hầu Cảnh, Tiêu Dịch đã xưng đế (tức Nguyên Đế) và định đô tại Giang Lăng. Cho rằng mình đã mạnh hơn, Tiêu Sát trở nên ngạo man trong mối quan hệ với Tây Ngụy, khiến Vũ Văn Thái chú ý, Vũ Văn Thái cũng bắt đầu tính đến chuyện chinh phục Lương. Khi Tiêu Sát ý thức được điều này, ông đã triều cống thêm cho Tây Ngụy để cố gắng xóa đi nghi ngờ. Sau đó, vào mùa xuân năm 553, Nguyên Đế đã không đối đãi với sứ thần Tây Ngụy là Vũ Văn Nhân Thứ (宇文仁恕) tôn kính như với sứ thần Bắc Tề, thậm chí còn yêu cầu Vũ Văn Thái trả lại các lãnh thổ của Lương bị Tây Ngụy tước đoạt, vì thế Vũ Văn Thái đã quyết định đánh Lương.
Vào mùa đông năm 553, quân Tây Ngụy do Vu Cẩn (于謹) chỉ huy đã tiến đến Tương Dương, hội quân với Tiêu Sát và tiếp tục tiến về phía nam đến Giang Lăng. Lương Nguyên Đế do không chuẩn bị trước nên đã đầu hàng trước khi Vương Tăng Biện và Vương Lâm có thể đến cứu viện. Tiêu Sát đã giam giữ Nguyên Đế, thẩm vấn và lăng mạ nặng nề thúc phụ. Khoảng tết năm 555, với sự chấp thuận từ triều đình Tây Ngụy, Tiêu Sát giết chết Lương Nguyên Đế. Ông cũng hành quyết các hoàng tử của Nguyên Đế và Giản Văn Đế đã bị bắt khi Giang Lăng thất thủ.

## Trị vì
Tây Ngụy lập Tiêu Sát làm hoàng đế triều Lương, và bản thân ông xưng đế vào mùa xuân năm 555, tức Tuyên Đế. Quân Tây Ngụy đã giao Giang Lăng cùng khu vực xung quanh cho Tuyên Đế, song đổi lại, họ yêu cầu ông phải giao quyền kiểm soát Tương Dương, Tây Ngụy còn để một đội quân đồn trú tại Giang Lăng, nhằm bảo vệ Tuyên Đế và để đảm bảo rằng ông không phản bội. Quân Bắc Ngụy cũng cướp phá Giang Lăng và đưa hầu hết cư dân và tài sản của triều Lương đến Trường An.
Trong lúc quân Tây Ngụy dưới quyền Vu Cẩn vẫn ở tại Giang Lăng, một thuộc hạ của Tuyên Đế là Doãn Đức Nghị (尹德毅) đã đề xuất tấn công bất ngờ Vu Cẩn và giết hết quân Tây Ngụy, sau đó tái khẳng định nền độc lập của Lương. Tuyên Đế đã từ chối, biện luận rằng Tây Ngụy đã bảo vệ mình rất nhiều và rằng quay sang chống Tây Ngụy là bất công. Sau đó, ông đã ân hận về quyết định này, song có vẻ nó là một hành động đúng trong bối cảnh các tướng Lương khác thể hiện khuynh hướng không công nhận ông là hoàng đế. Chính quyền của Tuyên Đế thường được các sử gia gọi là Tây Lương hoặc Hậu Lương.
Tuyên Đế truy tôn cha và thái tử phi của cha là hoàng đế và hoàng hậu, và tôn phong mẹ đẻ Cung bảo lâm là thái hậu. Ông phong Vương vương phi là hoàng hậu, và do thế tử Tiêu Liêu khi đó đã qua đời, ông đã phong thứ tử Tiêu Khuy là thái tử. Tuyên Đế giao phó phần lớn công việc triều chính cho Thái Đại Bảo và Vương Thao (王操), cả hai đều trung thành phụng sự cho ông. Tuyên Đế mong đợi rằng có thể đưa thêm các châu khác của Lương vào tầm kiểm soát của mình, song ngay lập tức, các tướng Lương bao gồm Vương Tăng Biện và Vương Lân đã từ chối công nhận ông. Vương Lân đã phái tướng Hầu Bình (侯平) đi đánh Tuyên Đế, và mặc dù Hầu Bình không giành được thắng lợi song Tuyên Đế cũng không thể khuếch trương tầm kiểm soát của mình.
Cũng trong năm 555, Vương Tăng Biện lập Tiêu Uyên Minh làm hoàng đế. Vào mùa thu năm 555, sau khi giết chết Vương Tăng Biện, Trần Bá Tiên đã phế truất Tiêu Uyên Minh và tuyên bố Tiêu Phương Trí là hoàng đế, tức Kinh Đế. Sau khi Trần Bá Tiên buộc Kính Đế phải thiện nhượng cho mình vào năm 558, lập ra triều Trần, Vương Lâm tuyên bố Tiêu Trang là hoàng đế, duy trì tình trạng tranh giành hoàng vị triều Lương.
Vào năm 558, nhân dịp Vương Lâm đông chinh Trần, Tuyên Đế đã phái Vương Thao dẫn quân đi chiếm các quận thuộc lãnh địa của Tiêu Trang ở Hồ Nam ngày nay, song không rõ về mức độ thành công của hành động này. Đến khi Hầu Thiến (侯瑱), bộ tướng của Trần Văn Đế đánh bại Vương Lâm vào mùa xuân năm 560, liên quân Tuyên Đế và Bắc Chu đã có thể đoạt được nửa phía tây lãnh địa của Tiêu Trang, và Tuyên Đế đã nắm quyền kiểm soát trên các lãnh thổ đó, mặc dù phải cần đến hỗ trợ quân sự của Bắc Chu.
Vào mùa thu năm 560, Hầu Thiến tiếp tục tiến quân, có ý đoạt lấy Tương châu. Các tướng của Bắc Chu là Hạ Nhược Đôn (賀若敦) và Độc Cô Thịnh (獨孤盛) đã dẫn quân đánh Hầu Thiến, quân Trần và Bắc Chu ngay sau đó đã lâm vào thế bế tắc. Thoạt đầu, Hầu Thiến đã không thể đạt được nhiều tiến triển trước Hạ Nhược Đôn và Độc Cô Thịnh, song ngay sau đó, việc thiếu cung cấp lương thực và đau ốm đã khiến quân Bắc Chu bị tổn hại. Khoảng tết năm 561, Độc Cô Thịnh đã buộc phải triệt thoát, khiến Hạ Nhược Đôn phải chịu áp lực lớn hơn. Sang mùa xuân năm 561, người trấn thủ Trường Sa là Ân Lượng (殷亮) đã hàng Trần. Hầu Thiến sau đó đã đề nghị Hạ Nhược Đôn triệt thoái trong hòa bình. Hạ Nhược Đôn chấp thuận và lui binh, và toàn bộ các lãnh thổ Bắc Chu đoạt từ tay Tiêu Trang nay thuộc về Trần, lãnh địa của Tuyên Đế một lẫn nữa lại chỉ giới hạn tại khu vực Giang Lăng.
Tuyên Đế thất vọng trước việc lãnh địa vừa nhỏ vừa bị thiệt hại nặng nề do chiến loạn. Sau đó, Tuyên Đế bắt đầu phải chịu một thương tổn da nghiêm trọng ở phần lưng. Ông qua đời vào mùa xuân năm 562. Tiêu Khuy đăng cơ kế vị, tức Minh Đế.
Sử gia Lý Diên Thọ trong Bắc sử đã ca ngợi và ghi nhận một số khí chất của ông:
Tiêu Sát khi còn thơ ấu là người có chí lớn, không câu nệ tiểu tiết. Mặc dù thường nghi kị người khác, song biết người tài để trao chức, vỗ về tướng sĩ và nhận được lòng trung thành của họ. Ông không uống rượu và bằng lòng với cuộc sống thanh đạm. Ông phụng dưỡng mẫu thân rất hiếu thảo. Ông không háo thanh sắc, đặc biệt là có ác kiến với phụ nhân, và thậm chí khi họ cách ông vài bước, ông đã có thể ngửi thấy mùi của họ. Những y phục mà ông dùng khi "ngự" các phụ nhân đều sẽ bị loại bỏ sau đó. Sau khi "hạnh" một người thiếp, ông mệt mỏi nằm cả ngày. Ông cũng không thích nhìn tóc người, và các hầu cận của ông phải đội khăn xếp hoặc đội mũ để tóc có họ sẽ không lộ ra.
Tuyên Đế là người có tài văn chương, ông đã soạn 15 quyển văn tập, 36 quyển nội điển như "Hoa nghiêm" (華嚴), "Bàn nhã" (般若), "Pháp hoa" (法華), "Kim quang minh nghĩa sớ" (金光明義疏).

## Thông tin cá nhân
- Hậu phi:
  - Tuyên Tĩnh hoàng hậu Vương thị.
  - Quý tần Tào thị.
- Hậu duệ:
  - Hiếu Huệ thái tử Tiêu Liêu
  - Lương Minh Đế Tiêu Khuy
  - An Bình vương Tiêu Nham
  - Đông Bình vương Tiêu Ngập
  - Ngô quận vương Tiêu Sầm